# Bernardo Ruggieri
Bernardo Ruggieri (fl. XVI secolo) è stato un vescovo cattolico italiano.

## Biografia
Il 12 dicembre 1511 papa Giulio II lo nominò vescovo di Sora. 
Nel corso del 1530 dovette rinunciare all'episcopato, come testimoniato dalla nomina del successore Adriano Mascheroni il 21 ottobre di quell'anno. Altre fonti spostano la rinuncia al 1521.  

## Successione apostolica
La successione apostolica è:
- Vescovo Gaspare Antonio de Monte, O.S.B.Cam. (1519)